# Васильев, Михаил Николаевич (вице-адмирал)
Михаи́л Никола́евич Васи́льев (4 [15] ноября 1777 — 23 июня [5 июля] 1847, Кронштадт, Санкт-Петербургская губерния) — российский мореплаватель и исследователь полярных стран. Вице-адмирал (1835).

## Биография
Родился 4 (15) ноября 1777 года.
Образование получил в Греческом кадетском корпусе, в 1796 году был выпущен во флот мичманом; в 1799 году отличился при штурме островка Девиго и взятии Корфу; с 1804 года служил в Балтийском флоте, где командуя дивизионом канонерских лодок, отличался в 1812 и 1813 годах, особенно при обороне Риги, взятии Митавы и Данцига. Награждён орденами Святой Анны 2-й степени и Святого Владимира 4-й степени с бантом.
Когда в марте 1819 года последовало Высочайшее повеление о снаряжении двух экспедиций для исследований в полярных морях обоих полушарий, Ф. Ф. Беллинсгаузен послан был в южное полушарие, а капитану Васильеву вверено было начальство над двумя шлюпами: «Открытие» и «Благонамеренный», для исследований в Северном полярном море и, особенно, для отыскания прохода через Берингов пролив в Атлантический океан. В половине февраля 1820 года Васильев прибыл в Порт-Джэксон (современный Сидней), 23 апреля перешёл экватор, и, следуя вдоль американского берега к северу, достиг 71°6' сев. широты. Здесь встретил он льды. Хотя Васильев и не считал льды эти сплошными, но, не имея при себе хорошего баркаса или другого небольшого судна для исследований на малых глубинах прибрежья, решился возвратиться. 31 июля шлюпы взяли курс на юг. Сделав по пути съёмку берегов острова Св. Лаврентия и осмотрев острова Павла и Георгия, отряд Васильева прибыл в Ново-Архангельск. 30 апреля 1821 года Васильев вновь вышел в море и 12 июня прибыл на о. Уналатку. Так как для плавания в полярном море времени оставалось немного, то Васильев решил отделить шлюп «Благонамеренный», поручив командиру его, Г. С. Шишмареву, исследовать берега Азии, к северу от Берингова пролива, и отыскать там проходы в Атлантический океан, или, в случае неудачи, произвести описание Чукотской земли; сам же он хотел описать берег между Бристольскою губою и Нортоновым заливом, потом идти на север, вдоль берегов Америки, и искать с этой стороны северного прохода. На пути в Нортонов залив Васильев открыл остров Нунивок, но съёмки ему не сделал, так как торопился в полярное море. 3 августа Васильев, следуя вдоль берега, достиг 70°40' сев. шир. и здесь опять встретил сплошной лёд. Желая осмотреть Ледяной мыс, он спустился ниже и определил его под 70°33' сев. шир. Выдержав потом жестокий шторм, в течение которого шлюп едва не был раздавлен льдинами, Васильев направился к югу и прибыл 8 сентября в Петропавловский порт.
Соединившись с Шишмаревым, Васильев собрался в обратный путь и 2 августа 1822 года благополучно достиг Кронштадта. Главная цель экспедиции — открытие северного прохода — не была достигнута; но она исследовала значительную часть берегов Америки (от мыса Невенгама до Нортонова залива, весь этот обширный залив, и потом от мыса Лизбурна до мыса Ледяного), а также некоторую часть берегов Азии, до мыса Сердце-Камень.
После возвращения в Кронштадт произведен 8 февраля 1823 года в чин капитана 1-го ранга и награждён орденом Св. Владимира 3-й степени и «за совершение 18-ти морских кампаний» орденом Св. Георгия 4-й степени. В 1823—1826 годах командовал 13-м флотским экипажем в Кронштадте. 31 декабря 1825 года награждён алмазными знаками к ордену Св. Анны 2-й степени. В 1826 году командовал 18-м флотским экипажем в Архангельске. 18 января 1827 года назначен командиром учебного морского экипажа. 6 декабря 1827 года был произведён в контр-адмиралы. 4 апреля 1828 года был назначен капитаном над Кронштадтским портом. 6 декабря 1829 года награждён «в воздаяние особенных трудов лично Его Величеству известных» орденом Св. Анны 1-й степени. В 1831 году назначен генерал-интендантом флота. 6 апреля 1835 года получил чин вице-адмирала, пользовался особым благоволением императора Николая I.
Умер в Кронштадте 23 июня (5 июля) 1847 года. Похоронен на Смоленском православном кладбище (могила не сохранилась).
Васильев напечатал «Замечания о Новой Южной Валлийской земле» (в «Записках Адмиралтейского департамента», ч. V, СПб., 1823) и «Протест на мичмана Хромченко и морехода Этолина, по поводу приписываемого ими открытия острова Нунивака» (там же). Во время экспедиции мичман К. К. Гилльсен вёл весьма обстоятельные записки, которые напечатал в «Отечественных записках» 1849 года, № 10, 11 и 12. О медали, выбитой в память кругосветных экспедиций Беллинсгаузена и Васильева, см. статью Л. Голенищева-Кутузова в «Записках морского ученого комитета» (1834 г., XI).
Ср. «Воспоминания подчиненного о вице-адмирале Михаиле Николаевиче Васильеве» (СПб., 1847); Ивашинцов, «Русские кругосветные путешествия» (в «Записках Гидрографического департамента» 1849 г., VII и отдельно, СПб. 1850); Берх, «Хронологическая история всех путешествий» (часть II, стр. 1 — 20; здесь сведения о произведенных этой экспедицией описях).

## Семья
В 1816 году женился на дочери капитан-командора флота Марфе Устиновне Мур (21.10.1795 — 23.12.1868). В браке родились три дочери  и два сына — Василий (1828—1908) и Николай (1835—1888).